# (155) Scylla
(155) Scylla – planetoida z pasa głównego asteroid okrążająca Słońce w ciągu 4 lat i 214 dni w średniej odległości 2,76 j.a. Została odkryta 8 listopada 1875 roku w Austrian Naval Observatory (Pula, półwysep Istria) przez Johanna Palisę. Nazwa planetoidy pochodzi od Scylli, potwora morskiego w mitologii greckiej.